# ハイヒールの男
『ハイヒールの男』（ハイヒールのおとこ、原題：하이힐）は、2014年公開の韓国映画。

## ストーリー
屈強な肉体と人間離れした格闘技術を持つユン・ジウク（チャ・スンウォン）は暴力団関係者からも恐れられる最強の刑事だった。しかし、ユン・ジウクは女性であるという性同一性を持つ性同一性障害者であり、ある事件をきっかけに警察を辞職し海外で性別適合手術を受けようと決意するが…。

## キャスト
- ユン・ジウク：チャ・スンウォン
- ホゴン：オ・ジョンセ（朝鮮語版）
- チャンミ：イ・ソム（朝鮮語版）
- ホブル：ソン・ヨンチャン（朝鮮語版）
- パク班長：キム・ウンス（朝鮮語版）
- パク師範：アン・ギルガン（朝鮮語版）
- キム・ジヌ：コ・ギョンピョ
- パダ：イ・ヨンニョ（朝鮮語版）
- トド：イーエル（朝鮮語版）

## 受賞歴
- 第8回インターナショナル スリラーフィルムフェスティバル：大賞
- 第8回インターナショナル スリラーフィルムフェスティバル：批評家賞